# مجزرة صالحة (30 أكتوبر 1948)
مجزرة صالحة (30 أكتوبر 1948) مجزرة قامت بها قوات كتيبة اللواء السابع “شيفع”  التابعة لعصابات الهاغاناه الصهونية  في قرية الصالحة شمال شرقي مدينة صفد وشرق نهر الأردن وكانت تابعة لقضاء صفد  في فلسطين قدر عدد القتىل في المجزرة ب105 قتيل من أهل القرية وطرد الباقي من سكانها 

## أحداث المجزرة
في 18مايو (أيار) 1948  تم احتلال قربة الصالحية وقرية كفر برعم من قبل جيش العصابات الصهيونية كااحتلال سريع مؤقت ، وفي 30 أكتوبر (تشرين الأول) 1948 ،كانت قد بدئت عملية حيرام العسكرية لاحتلال باقي قرى شمال فلطسين في الجليل الأعلى وجزء من قرى جنوب لبنان  أمر يسرائيل غاليلي .قائد العملية كتيبة اللواء السابع “شيفع”  بالتوجه الى قرية سعسع لاحتلالها ومن ثم يستطيعو السيطرة على قرية المالكية  لقت كتيبة اللواء السابع في الطريق مقاومة بالقرب من قرية الصالحة ، تم قصف معظم منازل القرية بشكل عشوائي ليسقط من 75 إلى 85  قتيل من سكان القرية ، وتم اعدام 21 أخرين من رميا بالرصاص بعد تجميعهم في مكان واحد  ،وعلى اثر تدمير المنازل هجر باقي أهل القرية